# Hypospila fijiensis
Hypospila fijiensis är en fjärilsart som beskrevs av Robinson 1975. Hypospila fijiensis ingår i släktet Hypospila och familjen nattflyn. Inga underarter finns listade i Catalogue of Life.